# BA-528
A BA-528, também conhecida como Estrada do Derba, Estrada da Base Naval e Estrada Paripe-Base Naval, é uma rodovia estadual localizada na Região Metropolitana de Salvador. Interliga a BR-324 à Base Naval de Aratu, passando pelos bairros de Valéria, Fazenda Coutos, Paripe e São Tomé de Paripe, também pelo Porto e Centro Industrial de Aratu. Em seu percurso existem fabricas de concreto e manilhas, comércios , vila militar da Marinha do Brasil, principal acesso ao Moinho Dias Branco, além de acesso ao recente Hospital do Subúrbio.
Com oito quilômetros, a rodovia está inserida no Corredor Transversal II, via de cerca de 13 quilômetros que conecta ambas as orlas soteropolitanas por iniciativa do programa Mobilidade Salvador.